# Obserwator Namysłowski
Obserwator Namysłowski – aperiodyk, podziemne czasopismo wydawane w konspiracyjnym obiegu w okresie od X 1988 do XI 1989, następnie jawnie jako niezależne pismo w Namysłowie, w którym m.in. wydano instruktaż reaktywowania zakładowych organizacji solidarnościowych.  Redaktorem był represjonowany przez SB działacz społeczny Roman Janusz Rączy.